# 長谷部雅彦
長谷部 雅彦（はせべ まさひこ、1966年 - ）は、日本の作曲家。合唱曲を主に手がける。

## 人物
山梨県甲府市生まれ、静岡県浜松市在住。東北大学工学部卒業。ヤマハにて電子楽器設計に携わるサラリーマンのかたわら、作曲や合唱指揮を行っている。1998年、「だるまさんがころんだ」よりで第9回朝日作曲賞入賞。2005年、混声合唱組曲「E=mc²」で第16回朝日作曲賞佳作。2006年、混声合唱のための「五つの母音の冒険」で17回朝日作曲賞入賞。一部の作品は、キックオフなどから楽譜が出版されている。

## 代表作品

### 合唱
- 大手拓次の詩による四つの混声合唱曲
- 女声合唱組曲「幻影」
- 混声合唱組曲「プールサイドの天使」
- 合唱叙事詩「詩人」
- 女声合唱組曲「ゆめのあした」
- 混声合唱のための「だるまさんがころんだ」(1998)
- 混声合唱組曲「アステカのうた」
- 混声合唱組曲「E=mc²」(2005)
- 混声合唱のための「五つの母音の冒険」(2006)
- 二群の児童合唱のための「しりとりうた」
- 混声合唱組曲「生命の進化の物語」
- 混声合唱のための「辞世九首」